# قطار داش
قطار داش هي قرية في مقاطعة مياندوآب، إيران. يقدر عدد سكانها بـ 84 نسمة بحسب إحصاء 2016.